# Исчезновение Сидни Холла
«Исчезновение Сидни Холла» (англ. The Vanishing of Sidney Hall) — американский фильм-драма режиссёра и сценариста Шона Кристенсена. Премьера состоялась 25 января 2017 года в Сандэнсе.

## Сюжет
Молодой писатель Сидни Холл создаёт подлинный шедевр, книгу о своём поколении, что делает его всемирно известным. Неожиданно он исчезает, оставив в недоумении миллионы поклонников во всём мире.

## В ролях
- Логан Лерман — Сидни Холл
- Эль Фэннинг — Мелоди
- Кайл Чендлер — искатель
- Мишель Монаган — миссис Холл
- Нейтан Лейн — Харолд
- Маргарет Куэлли — Александра
- Блейк Дженнер — Бретт Ньюпорт
- Тим Блейк Нельсон — Йохан
- Яхья Абдул-Матин II — Дуэйн
- Шон Каллен — Джадж Ньюпорт

## Съёмки фильма
Съёмочный период стартовал 22 апреля 2016 года в Плезантвилле (Нью-Йорк). Первоначально на роль Сидни Холла претендовал Джим Стёрджесс, но Кристенсен принял решение найти более молодого актёра и его выбор пал на Логана Лермана, которому предстояло изобразить своего героя в трёх разных возрастах. За неделю до начала съёмок на главную женскую роль была утверждена Эль Фэннинг.